# José María Torres
José María Torres (Málaga, 19 de abril de 1823-Gualeguay, 17 de septiembre de 1895) fue un pedagogo español, exiliado en la Argentina, donde se desempeñó como rector de la Escuela Normal Paraná entre 1878 y 1885.

## Reseña biográfica

### Formación pedagógica y trayectoria profesional en España
Nacido en abril de 1823 en Málaga, su formación profesional se inicia en España cuando con diecisiete años obtiene por concurso el ingreso a la Escuela Normal Central de Madrid, y gracias a una beca otorgada por el gobierno de Málaga puede realizar los estudios de Magisterio, recibiéndose de profesor normal en 1864. Torres fue parte del primer plantel de maestros normalistas egresados de aquella escuela bajo la dirección de Pablo Montesino.
En junio de 1846 es nombrado visitador de Escuelas de Instrucción Primaria y miembro de la comisión Examinadora de Maestros. Simultáneamente ejerce como vicedirector de la Escuela de Málaga. En 1849, Torres se desempeña como inspector de Instrucción Primaria en la provincia de Alicante. Luego, en 1853 dejó ese puesto para mudarse a Cádiz. Años más tarde fue nombrado inspector de primera clase en Madrid.
Después de veinte años trabajando en el sistema educativo español debe abandonar España por motivos políticos y entonces se traslada a Uruguay. En 1864, llega a Montevideo donde pensaba establecerse porque le habían prometido el puesto de director general de Escuelas, una vez se pacificara la situación social del país pero la guerra civil lo impidió. Finalmente decide radicarse en la Argentina.

### La organización institucional del Normalismo en Argentina
En septiembre de 1864 emprendió el viaje hacia Buenos Aires y un mes después es nombrado vicerrector del Colegio Nacional de Buenos Aires.
En 1865 se desempeñó como Inspector de Colegios. Su función consistía en visitar las escuelas primarias y promover la creación de Escuelas Normales en las provincias. Ese mismo año fundó en Corrientes un Departamento para la formación de Preceptores e intentó crear becas para los alumnos aspirantes, mediante una gestión con la Legislatura provincial.
Por otro lado, en Entre Ríos, dado la insistencia del gobernador Justo José de Urquiza, se organiza el departamento de Escuelas Primarias Provinciales. Además, en la ciudad entrerriana de Concepción del Uruguay se inicia la construcción de un edificio para una futura Escuela Normal. Torres termina haciéndose cargo de la dirección de la Escuela Normal de Paraná, que fue el primer establecimiento de formación profesional del magisterio, fundado por Sarmiento. Torres ejerce como Rector de la Normal de Paraná en dos períodos: el primero, entre 1876 y 1883 y el segundo, desde 1892 hasta 1894. En la primera etapa de su gestión, Torres reemplaza al director fundador, el pedagogo estadounidense George Stearns, quien había tenido que renunciar debido a una crisis institucional desatada por las dificultades que atravesó la institución en los primeros años. Durante la primera etapa Torres consiguió organizar la institución, obtener el financiamiento necesario para pagar sueldos, becas y gastos de administración, dirigir al plantel docente en su mayoría integrado por profesores extranjeros, cubrir las vacantes con estudiantes de magisterio, desarrollar los programas de estudios, encauzar el dictado de las cátedras y poner en funcionamiento la práctica docente a través de la Escuela de Aplicación anexa.

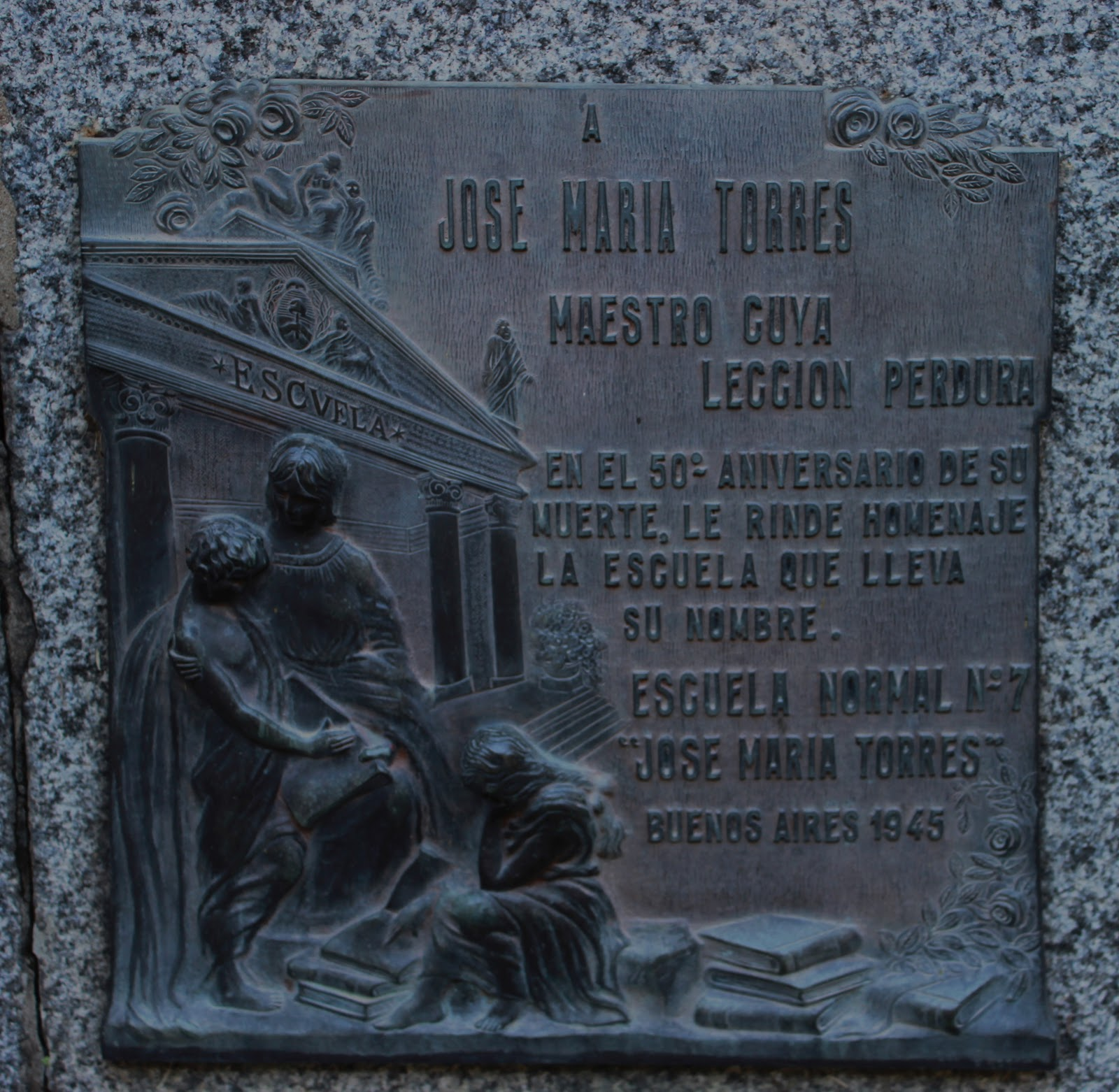
Lápida en conmemoración del 50.º aniversario del fallecimiento de José María Torres, colocado en su sepulcro. “A José María Torres maestro cuya lección perdura. En el 50° aniversario de su muerte, le rinde homenaje la escuela que lleva su nombre. ESCUELA NORMAL N° 7. ‘José María Torres’. Buenos Aires 1945”.

La gestión de Torres se caracterizó por imponer moral, disciplina y patriotismo. De esta forma, consiguió imprimir su propio estilo de conducción. Se produjo un cambio de perspectiva política-cultural tanto en el discurso pedagógico como en la práctica docente. Algunos autores sostienen que su gestión no fue una mera continuidad de la del norteamericano Stearns, sino que significó un importante cambio de dirección en el Normalismo, dado el modelo pedagógico implementado y la instauración del disciplinamiento escolar. Una de las modificaciones que introdujo Torres, fue la prohibición de los castigos físicos al alumno. El maestro debía “estudiar” a los alumnos y solo debía bastar la mirada y la palabra para gobernarlos. Consideraba que los premios materiales para los alumnos alentarían a la competencia, de tal modo que el premio consistiese plenamente en la adquisición de conocimientos y en los logros individuales. Esta transformación institucional se ve reflejada en los informes anuales escritos por Torres.
Las gestiones de Torres como rector de la Escuela Normal de Paraná coinciden con la denominada “Edad de Oro de la Escuela Normal”, la cual se caracterizó por la instauración de la disciplina y el orden. En 1883, Torres es convocado nuevamente a la Inspección de Escuelas Normales y Colegios Nacionales, lo cual aceptó a pesar de su quebrantada salud.

### El método de alfabetización torrista
José María Torres diseñó un método de alfabetización que tuvo un gran éxito entre los normalistas y con el cual sucesivas generaciones de maestros enseñaron a leer y a escribir a los niños. Puede sostenerse que el método torrista reguló el proceso de alfabetización durante décadas en las escuelas argentinas.
Dicho método prescribía lecciones de lectura rigurosas en las cuales predominaba la exposición oral, el uso de la interrogación y el control de la interpretación de los textos a partir de la regulación didáctica por parte del docente. De esta forma, el método torrista perpetuaba la tradición hermenéutica de la escolástica católica en la enseñanza de la lectura.
Para Torres, la pedagogía era una cuestión científica que estaba conformada por métodos didácticos, una terminología estricta, instrumentos rigurosos y un conjunto de proposiciones y prescripciones. Torres denominó a su propuesta como “método ecléctico” de lectura y desarrolló instrucciones a modo de “pasos” adecuados para cada momento del desarrollo de los niños, basándose en el supuesto de que el conocimiento es progresivo. El método consiste en un conjunto de 15 reglas que organizan la enseñanza de la lectura. Se prescribe la necesidad de variación, mantener una extensión adecuada de las lecciones, el dejar de lado los tonos agudos, la monotonía y la repetición, entre otras recomendaciones.
Sus reglas sirvieron para diseñar una “clase modelo” que fue seguida por numerosas generaciones de maestros normales. Con su método Torres defendía que el acceso a la verdad era garantizado por el método didáctico. La verdad era descubierta en los textos a medida que la lectura se perfeccionaba. Es posible considerar que el método de alfabetización de Torres consiste fundamentalmente en el descubrimiento de la verdad encerrada en el texto. Como en el origen del sentido se encuentra el autor, quien transmite en palabras escritas su pensamiento, leer supone identificarse con el autor. Dentro de este protocolo de lectura normalista, se entiende por lectura autorizada la adecuación de la comprensión del lector a los sentidos transmitidos por la posición original del autor. El docente mediante la aplicación de la metodología de alfabetización generaba las condiciones de posibilidad para la actualización del vínculo pedagógico.

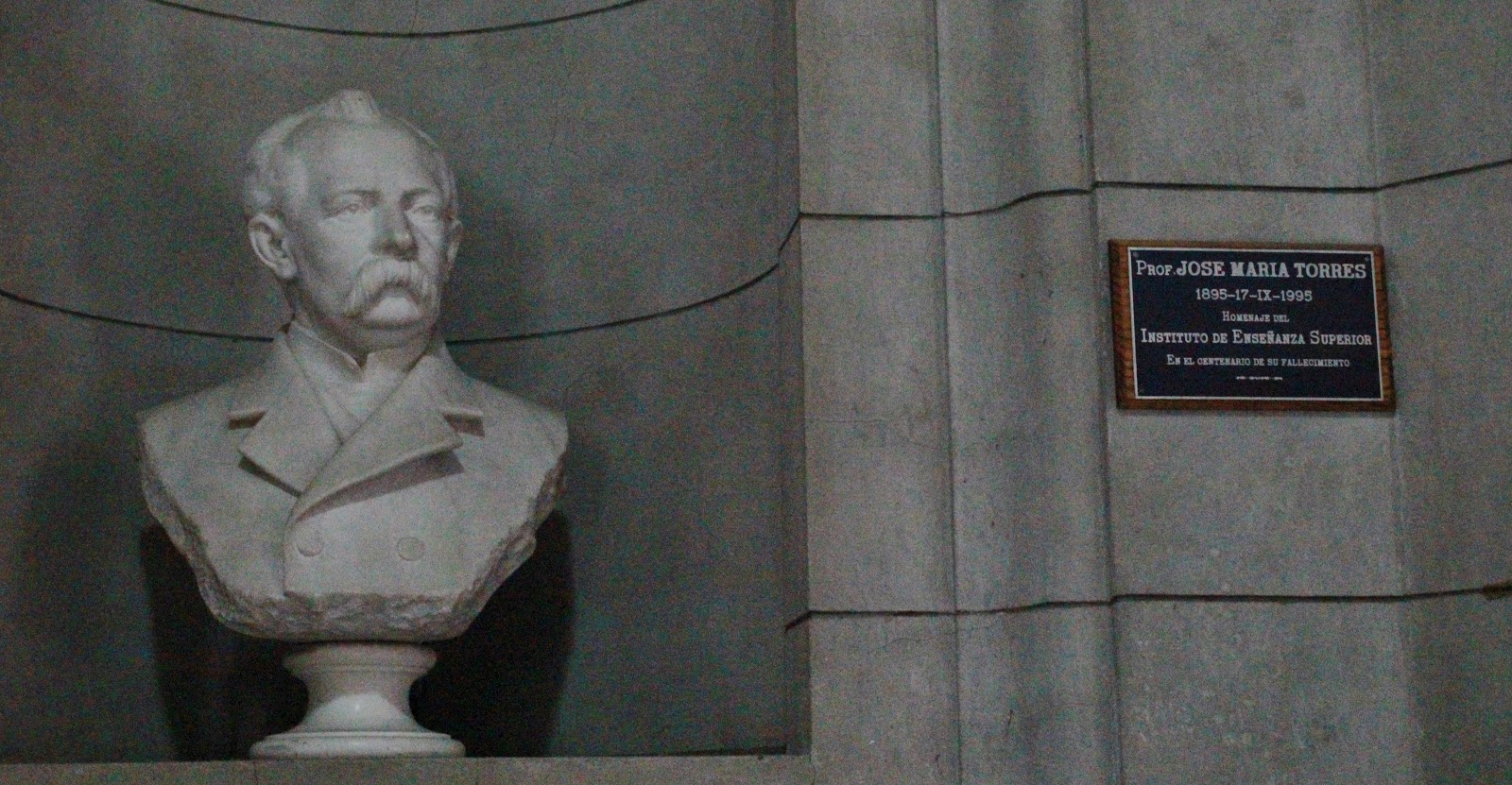
Busto de Torres ubicado en Escuela Normal Superior “José María Torres”, Paraná, Entre Ríos, Argentina.

### Libros publicados por José María Torres
La mayor obra de Torres fue su Curso de pedagogía que está compuesto por tres partes:
Libro I: “Primeros elementos de la educación” (1887): trata sobre la fundamentación y análisis de la educación física; la conducción de las fuerzas vitales; actividades de los sentidos externos; desarrollo correcto de los músculos, órganos internos y el aparato fonador. Por otro lado, utiliza el dibujo como lenguaje, como estimulador para la observación y el desarrollo intelectual, concediéndole más importancia que a la propia caligrafía. Estaba interesado en el cultivo de la voz, la recitación y la articulación a la hora de realizar lecturas. En este libro, define al niño como un “poseedor de fuerzas vitales, que pueden estar bien o mal dirigidas, exitadas o reprimidas, cuyas manifestaciones saludables dependen, aunque no enteramente, de circunstancias que están bajo el cuidado del maestro” (Torres, 1887:3).
Libro II: “El arte de enseñar” (1888). Esta obra trata sobre la educación intelectual relacionada con la psicología. Atención, percepción, concepción, memoria, imaginación juicio, son los temas que predominan.
Libro III: “Metodología de la lectura, la escritura y la aritmética” (1889): es la culminación de la obra y está destinada a la educación moral. Comenta sobre la vida ejemplar del maestro y que es exigencia primordial para sí mismo. Al respecto, dice que las reglas no son más importantes que el propio ejemplo, ya que este, es fundamental para la moralidad verdadera.

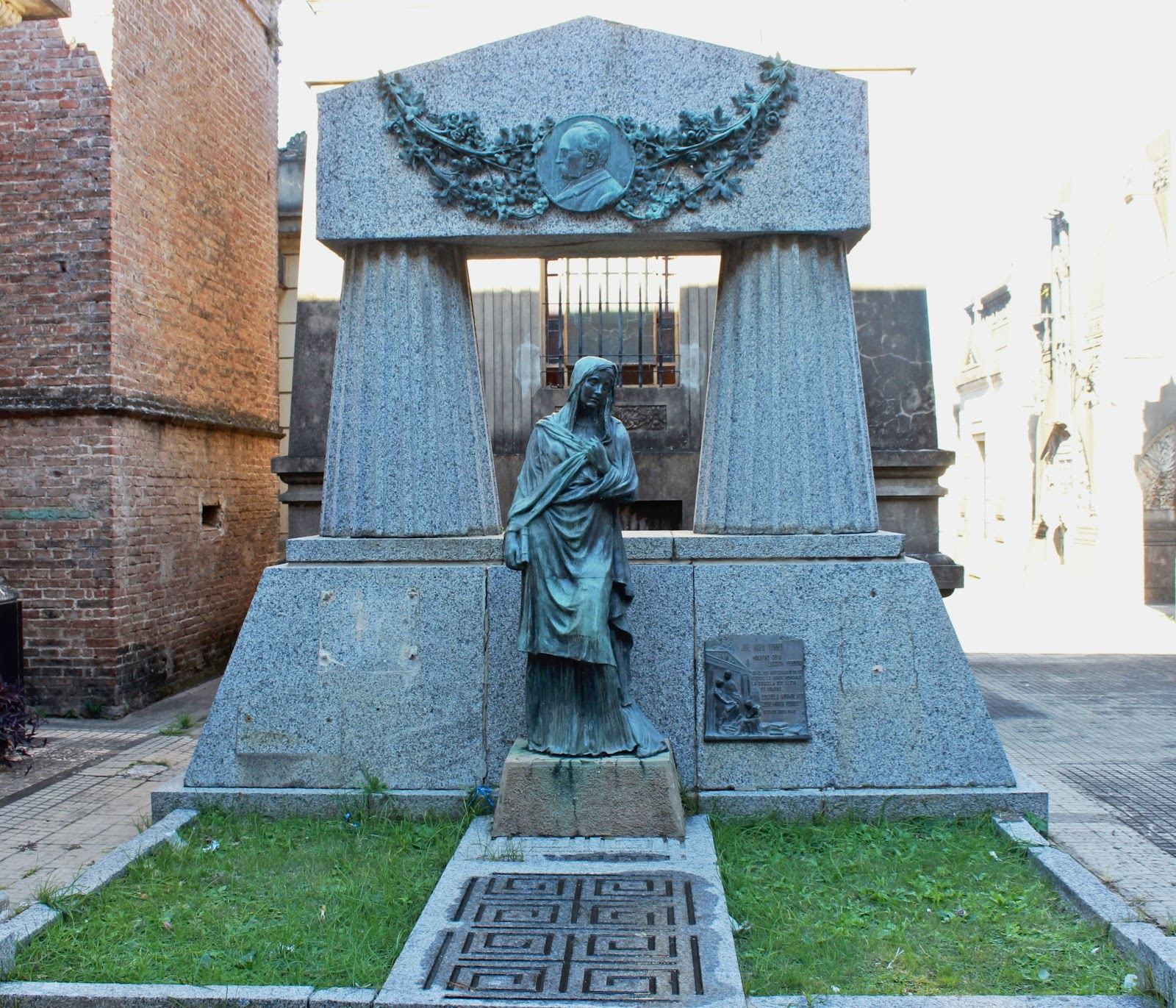
Monumento funerario donde yacen los restos de José María Torres, en el Cementerio Municipal de la ciudad de Paraná. La escultura femenina es una obra de Torquato Tasso, que representa la esperanza, la regeneración y la creación. En la mano derecha sostiene un libro que simboliza la importancia y trascendencia que tuvo Torres en relación con la educación.

Por otra parte, escribió el libro Varios asuntos de política doméstica y educación (1890), que reúne principalmente el pensamiento de Torres respecto de la educación de las jóvenes. El libro introduce a una mujer caracterizada por ser una hija obediente, una esposa piadosa y una madre abnegada. Resalta además las diferencias entre las facultades propias de la naturaleza masculina y las femeninas, en la que establece que el hombre es más capaz de razonar, disfruta de más libertades lo que lo ayudan a mantener su superioridad intelectual. Es aquí en donde Torres ubica el fundamento de autoridad, donde la mujer debe obedecer y el hombre mandar, ya que la virilidad del hombre lo habilita para el mando.
Todos estos libros fueron escritos y publicados años después de que ejerciera la dirección de la Escuela Normal. Fueron rápidamente aprobados y adoptados por el Ministerio de Justicia e Instrucción Pública de la Nación, para uso de las Escuelas Normales.

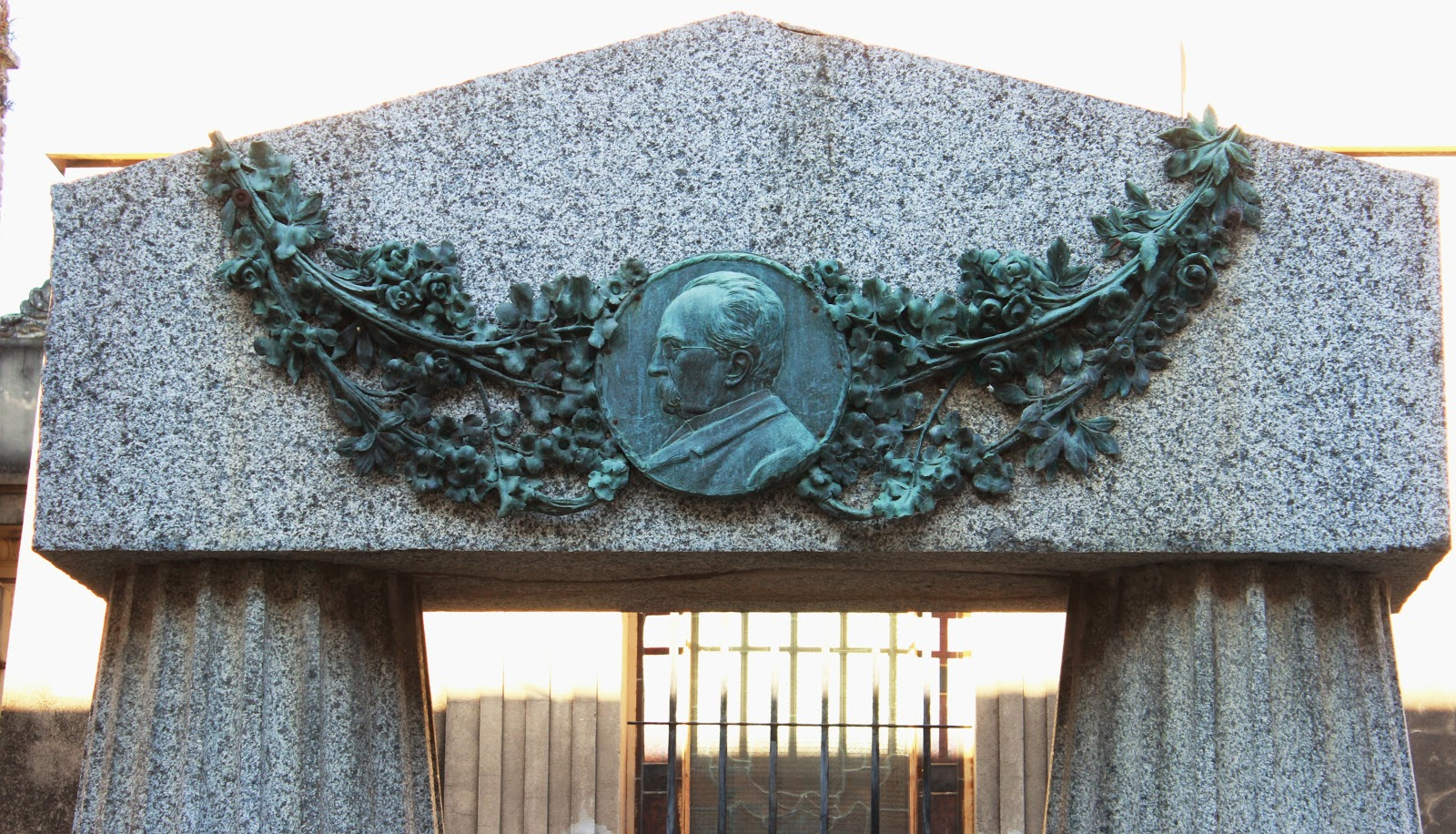
Retrato de Torres ubicado en el frontispicio de su sepulcro.

### Últimos años
En 1885, con 62 años de edad, Torres resolvió pedir su retiro. El 7 de septiembre de 1885, se le asignó una jubilación con sueldo íntegro. Esta fue presentada como proyecto de Ley y aprobada por el Congreso, donde trabajaban quienes fueron sus discípulos años antes. En otro decreto se le nombraba Inspector Especial Honorario, de la Escuela Normal de Paraná.
Una vez fue sucedido en Paraná, Torres se retiró a Buenos Aires, donde se dedicó más intensivamente a la tarea de escribir su obra pedagógica. Finalizando el año 1891, fue convocado para dirigir nuevamente la Escuela Normal de Paraná, a raíz del debilitamiento institucional en el que se encontraba.
En 1892 volvió a Paraná y permaneció dos años al frente de la institución. En 1894 se retiró definitivamente de la enseñanza y se estableció nuevamente en Buenos Aires. Desde allí, viajaba frecuentemente a visitar los lugares donde su hija y sus nietos se encontraban.
En uno de sus viajes a Gualeguay, Entre Ríos, falleció en casa de su yerno Pedro A. García, gerente del Banco de la Nación, el 17 de septiembre de 1895.
El 6 de abril de 1907, el director de la Escuela Normal de Paraná le envió una carta al intendente de la ciudad, Casiano Calderón, solicitando un espacio en el Cementerio Municipal para depositar allí los restos de Torres. El 24 de abril del mismo año, el intendente responde a la carta con un decreto municipal en el que resuelve ceder un terreno a nombre de la hija de José María Torres, Sofía Torres de García, para la construcción del mausoleo. Aunque se perdieron los registros de la fecha de inhumación de Torres, sus restos yacen en el Cementerio Municipal de Paraná. Su tumba se encuentra junto a la de otras personas destacadas en el proceso educacional de la región, como su discípulo Alejandro Carbó.